# Assembleia Nacional do Benim
A Assembleia National do Benim (em francês:  Assembleé nationale du Bénin) é o órgão legislativo do país,  é no formato unicameral
A atual Assembleia Nacional tem 83 membros que são eleitos diretamente através de um sistema de representação proporcional em lista fechada e servem um período de cinco anos.

## Últimas eleições
| Forças Cauri do Benim Emergente (Forces Cauris pour un Bénin Emergent)                       | 35 |
| Aliança de Dinamismo e Democracia (Alliance pour une Dynamique Démocratie)                   | 20 |
| Partido de Renovação Democrático (Parti du Renouveau Démocratique)                           | 10 |
| Força-chave (Force Clé)                                                                      | 4  |
| União para o Alívio (Union pour la Relève)                                                   | 3  |
| União Nacional de Democracia e Progresso (Union Nationale pour la Démocratie et le Progrès)  | 2  |
| Força de esperança (Force Espoir)                                                            | 2  |
| Coalizão do Benim Emergente (Coalition pour un Bénin Emergent)                               | 2  |
| Aliança de Revivificação (Alliance Le Réveil)                                                | 2  |
| Aliança de Forças de Progressistas (Alliance des Forces du Progrès)                          | 1  |
| Partido para a Democracia e Progresso Social (Parti pour la Démocratie et le Progrès Social) | 1  |
| Restaurar a Esperança (Restaurer l’Espoir)                                                   | 1  |
| Total (afluência 58.69%)                                                                     | 83 |
| Fonte: APA e IPU Parline.                                                                    |    |